# Sovenice (Křinec)
Sovenice (deutsch Sowenitz) ist ein Ortsteil der Gemeinde Křinec in Tschechien. Er liegt zwölf Kilometer nordöstlich von Nymburk und gehört zum Okres Nymburk.

## Geographie
Sovenice befindet sich linksseitig über der Talmulde der Křinecká Blatnice auf der Ostböhmischen Tafel. Nördlich erhebt sich die Kuppe Holoviska (247 m) und im Südosten der Chotuc (253 m).
Nachbarorte sind Seletice im Norden, Doubravany im Nordosten, Pojedy im Osten, Bošín und Křinec im Südosten, Mečíř im Süden, Jíkev im Südwesten, Studečky im Westen sowie Mcely im Nordwesten.

## Geschichte
Die erste schriftliche Erwähnung des Dorfes erfolgte 1223 im Zusammenhang mit einem Ziesce von Sovenice, der als Zeuge in einer Rechtsangelegenheit auftrat. 1320 gehörte das Dorf Vok von Rothenstein. Ab 1384 ist Sovenice als Sitz des Vladiken Ješek von Sovenice überliefert, dessen Nachkommen den Besitz bis ins 15. Jahrhundert hielten. Ab 1407 war Drslav von Cholenice Besitzer eines kleinen Anteils von Sovenice. Im Laufe des 15. Jahrhunderts erfolgten weitere Teilungen. Zu den Besitzern gehörten u. a. Václav Čelák von Mečíř, Václav Herzan von Harras, Jiří Vančura von Řehnice, Jiří und Václav Procka z Cetně sowie das Spital in Nymburk, dessen Anteil nach dem Ständeaufstand von 1547 durch Ferdinand I. konfisziert wurde. 1574 erwarb Heinrich von Waldstein auf Dobrovice den größten Teil des Dorfes. 1638 schlossen die Waldsteiner ihren Anteil von Sovenice an die Herrschaft Kunstberg an. Daneben bestand weiterhin ein Herrenhof mit Schäferei.
Nach der Aufhebung der Patrimonialherrschaften bildete Sověnice ab 1850 eine Gemeinde im Bezirk Poděbrady und kam 1934 zum Okres Nymburk. 1899 entstand eine schmalspurige Rübenbahn, die von Mečíř zur Zuckerfabrik Vlkava führte. 1980 erfolgte die Eingemeindung nach Křinec. 1991 hatte der Ort 89 Einwohner. Im Jahre 2001 bestand das Dorf aus 57 Wohnhäusern, in denen 86 Menschen lebten. Wegen der erhaltenen historischen volkstümlichen Bausubstanz ist Sovenice ein dörfliches Denkmalschutzgebiet.

## Sehenswürdigkeiten
- Kapelle im Ortszentrum
- Naturreservat Chotuc
- Kirche der hl. Dreifaltigkeit auf dem Chotuc; die erste Kirche auf dem Chotuc wurde an Stelle einer heidnischen Kultstätte errichtet. Der heutige Bau stammt aus dem Jahre 1357 und wurde im 19. Jahrhundert barock umgestaltet